# مامی هوریکوشی
مامی هوریکوشی (انگلیسی: Mami Horikoshi؛ زادهٔ ۹ ژوئن ۱۹۶۰) صداپیشگی اهل ژاپن است.